# Волости Смоленской губернии
Волости Смоленской губернии — перечень низовых первичных единиц административно-территориального деления в Российской империи на территории Смоленской губернии.
В данной статье представлен список волостей по состоянию на 1880 год.

### Бельский уезд
- Андреевская
- Асуйская
- Ахтырская
- Батуринская
- Березовская
- Болшевская
- Будинская
- Булышевская
- Верховье-Малышинская
- Глуховская
- Голощаповская
- Городковская
- Городская
- Дубровская
- Дунаевская
- Егорьевская
- Иоткинская
- Каменецкая
- Кавельщинская
- Козулинская
- Комаровская
- Крапивенская
- Ляпкинская
- Мольнинская
- Монинская
- Мосаловская
- Николо-Ветлицкая
- Печатниковская
- Покровская
- Пенизовская
- Поникольская
- Пешковская
- Селецкая
- Селищенская
- Сопотская
- Холмовская
- Шоптовская

### Вяземский уезд
- Безсоновская
- Бакасовская
- Городищенская
- Жилинская
- Жуковская
- Леонтьевская
- Лужковская
- Морозовская
- Мясоедовская
- Новосельская
- Осташевская
- Относовская
- Семлевская
- Сережанская
- Соловецкая
- Спас-Волжинская
- Спас-Неразлучинская
- Спас-Телепневская
- Успенская
- Фомищевская
- Хмелитская
- Царево-Займищенская
- Шуйская
- Юреневская

### Гжатский уезд
- Брызгаловская
- Будаевская
- Вельнежская
- Воробьевская
- Вырубовская
- Глинковская
- Дорская
- Дятловская
- Ивакинская
- Климовская
- Клушинская
- Колокольнинская
- Корытовская
- Купровская
- Куршевская
- Липецкая
- Михайловская
- Мокринская
- Новопокровская
- Острицкая
- Петропавловская
- Пречистенская
- Рождественская
- Савинская
- Самуйловская
- Семеновская
- Спасская
- Столбовская
- Суботниковская
- Трубинская
- Чальская

### Дорогобужский уезд
- Бизюковская
- Волочковская
- Вышегорская
- Дуденская
- Егорьевская
- Кокушкинская
- Кисловская
- Красноболотская
- Леоновская
- Озерищенская
- Полежакинская
- Самцовская
- Сафоновская
- Суткинская
- Успенская

### Духовщинский уезд
- Горкинская
- Зимницкая
- Капыревщинская
- Кубаровская
- Никоновская
- Озерецкая
- Подселицкая
- Пречистенская
- Присельская
- Ратчинская
- Скачковская
- Слободская
- Соловьевская
- Суетовская
- Сущевская
- Сырокоренско-Липицкая
- Тюховицкая
- Узвозская

### Ельнинский уезд
- Арнишицкая
- Богородицкая
- Болтунинская
- Волкоегорьевская
- Всходская
- Гнездиловская
- Даниловичская
- Докудовская
- Дубосищенская
- Заболотская
- Замошьенская
- Ивоненская
- Коноплинская
- Мархоткинская
- Оселинская
- Павлиновская
- Стрыгинская
- Сычевская
- Уваровская
- Хмарская

### Краснинский уезд
- Букинская
- Викторовская
- Волковская
- Добрянская
- Досуговская
- Жорновская
- Зверовичская
- Ивановская
- Княжинская
- Мигновичская
- Ново-Михайловская
- Палкинская
- Погостовская
- Прилеповская
- Селецкая
- Соболевская
- Толстиковская
- Щелкановская

### Поречский уезд
- Бородинская
- Велестовская
- Верховская
- Дубровская
- Иньковская
- Кавширская
- Касплинская
- Кошевичская
- Лоинская
- Луговская
- Свистовичская
- Семеновская
- Силуяновская
- Слободская
- Рыбшевская
- Тяполовская
- Щучейская

### Рославльский уезд
- Астапковская (Остапковская)
- Ворошиловская
- Гореновская
- Грезинятская
- Деребужская
- Екимовичская
- Епишевская
- Ермолинская
- Ершичская
- Жарынская
- Каталинская
- Кирилловская
- Краснозоборская
- Ковалевская
- Костыревская
- Кузьмичская
- Ладыженская
- Луговская
- Несоновская
- Новоруднянская
- Прыщанская
- Полуевская
- Рогнединская
- Радичская
- Разрытинская
- Резановская
- Сергиевская
- Трояновская
- Тюнинская
- Хорошевская
- Федоровская

### Сычёвский уезд
- Бехтеевская
- Богдановская
- Богоявленская
- Баскаковская
- Васильевская
- Волочковская
- Воскресенская
- Гривская
- Егорьевская
- Жерновская
- Зубакинская
- Ивановская
- Короваевская
- Кравцовская
- Курошевская
- Липецкая
- Мальцевская
- Милюковская
- Мольгинская
- Никитская
- Песковская
- Савеновская
- Соколино-Субботинская
- Спасская
- Тарбеевская
- Тесовская
- Хотьковская
- Ярыгинская

### Смоленский уезд
- Богородицкая
- Боровская
- Белоручская
- Владимирская
- Катынская
- Корохоткинская
- Кощинская
- Лобковская
- Прудковская
- Спасская
- Хохловская
- Цуриковская

### Юхновский уезд
- Аксиньинская
- Бабыновская
- Бутурлинская
- Безобразовская
- Васильевская
- Вознесенская
- Волстопятницкая
- Воскресенская
- Вешковская
- Городищенская
- Дубровская
- Желаньинская
- Жулинская
- Знаменская
- Илья-Жадинская
- Кикинская
- Климовская
- Красновская
- Крутковская
- Митьковская
- Мочаловская
- Ольховская
- Подсосонская
- Покровская
- Рубихинская
- Рупосовская
- Рылянская
- Савинская
- Слободская
- Сосницкая
- Федотковская